# Gelanor obscurus
Gelanor obscurus är en spindelart som beskrevs av Cândido Firmino de Mello-Leitão 1929. 
Gelanor obscurus ingår i släktet Gelanor och familjen kaparspindlar. Inga underarter finns listade i Catalogue of Life.